# Ventra

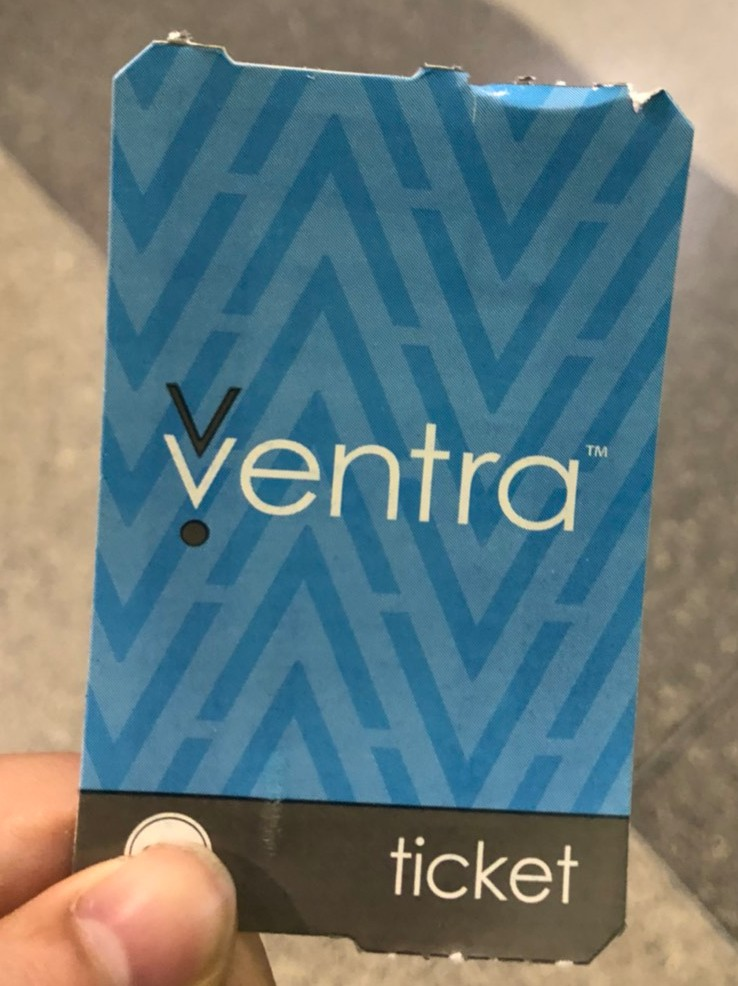
Ventraチケット。紙でできていて、透かすとRFIDのアンテナが見える。

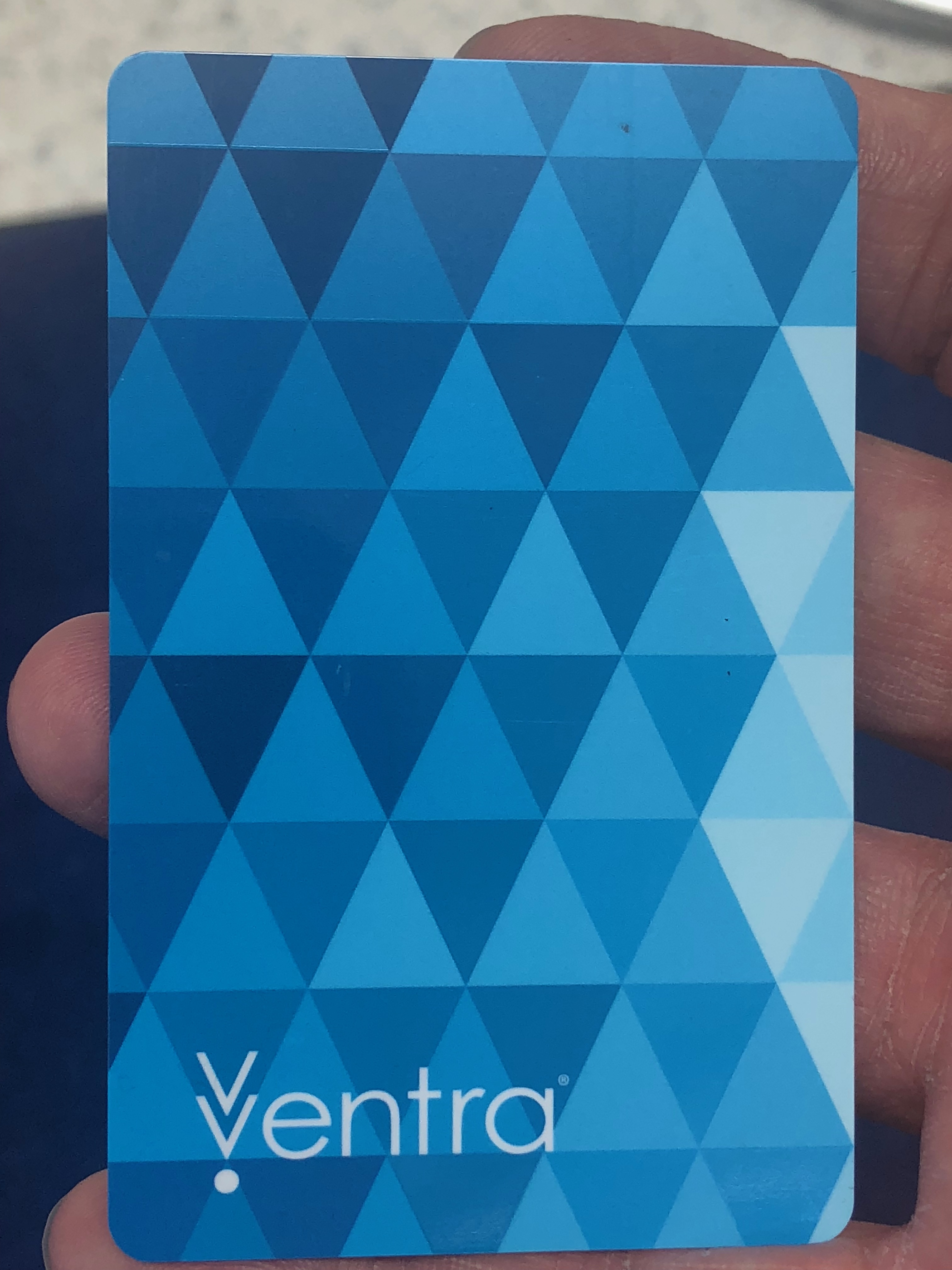
VentraCard。プラスティックでできていて、再利用が何度も可能。

Ventra（ヴェントラ）はアメリカ合衆国イリノイ州シカゴで使用することができる乗車カード。シカゴ交通局（CTA）の電車やPaceバスなどで利用できる。それまで発行されていたシカゴカード（Chicago Card）とトランジットカード（Transit Card）を置き換える形で2013年8月に使用され始めた。RFIDの技術を用いた非接触式ICカードであり、駅の自動販売機で購入できる紙でできたVentraチケットや、プラスチックのVentraカードがあり、銀行の発行するクレジットカードやデビットカード、スマートフォンなどとも連携できる。チャージして再利用が可能。
プラスティックのVentraカードは、Ventra Chicagoの公式サイトから申請することができ、デポジットなどが可能になるが、米国での住所が必要。
また、Unlimited Ride Passesという、バス、CTAなどがその期間乗り放題になる「x-Day CTA Pass」が存在する(xには1、3などの日数が入る)。これらのパスは、チケットなどではなく、それぞれのVentraカードに付与することが可能。
1. ↑  “Chicago Transit Authority - CTA Buses & Train Service - 1-888-YOUR-CTA - CTA” (英語). CTA. 2018年4月27日閲覧。